# Don McNeal
Donald McNeal (Atmore, 6 maggio 1958) è un ex giocatore di football americano statunitense che ha militato nel ruolo di cornerback nella National Football League (NFL).

## Carriera
McNeal fu scelto come ventunesimo assoluto nel Draft NFL 1980 dai Miami Dolphins. Con essi disputò due: il Super Bowl XVII nel gennaio 1983 e il Super Bowl XIX nel gennaio 1985. Si ritirò alla fine della stagione 1989 dopo avere passato tutta la carriera professionistica a Miami.
McNeal fu coinvolto in una delle giocate più celebri della storia del football professionistico nel Super Bowl XVII. Nel finale della partita su una situazione di quarto down, non riuscì a placcare il running back dei Washington Redskins John Riggins, che corse per 43 yard verso la end zone segnando il touchdown della vittoria. In quella giocata, McNeal avrebbe dovuto marcare il tight end dei Redskins Clint Didier, che si mosse prima dello snap. Improvvisamente, Didier cambiò direzione e McNeal scivolò. Ciò lo portò a partire in ritardo all'inseguimento di Riggins dopo lo snap e mentre mise le masi su Riggins, non riuscì ad avere una presa ferma per il placcaggio.  La corsa di Riggins fu votata come miglior azione di tutti i tempi dai tifosi dei Redskins. Essa divenne non solo una famosa giocata ma anche una celebre fotografia.

## Palmarès
- American Football Conference Championship: 2

Miami Dolphins: 1982, 1984